# James Coleman
James Coleman va néixer a Ballaghadereen a Irlanda el 1941. Després de formar-se al National College of Art and Design i a l'University College de Dublín, es va anar a viure i estudiar a París, Londres i Milà, ciutat on va quedar vint anys. Actualment viu i treballa a Irlanda.
Coleman és un dels artistes contemporanis irlandesos més reconeguts. Ha cultivat durant trenta anys un gènere propi que combina la instal·lació i la representació teatral, el vídeo i el treball d'actors amb les constants referències crítiques al llenguatge de la cultura de masses. Fa servir projeccions de diapositives combinades amb àudios sincronitzats i, amb els anys, ha evolucionat cap al vídeo. Té obres exposades al Centre Pompidou de París, al MACBA, al Museum Ludwig de Colònia, a l'Irish Museum of Modern Art de Dublín i a la Fondation Cartier pour l'Art Contemporain de París, entre d'altres.

## Obres destacades
- So Different... and Yet, 1980. Mèdia,[2]
- Slide Piece. Mèdia, 1972 - 1973[3]
- Duck - Rabbit, 1973. Mèdia, 1973[4]
- La Tache Aveugle, 1978 - 90. Mèdia, 1990[5]